# Storia di St. Augustine
Situata in Florida, la città di Saint Augustine è la più antica città statunitense abitata con continuità. La città fu fondata l'8 settembre 1565 dall'ammiraglio spagnolo Pedro Menéndez de Avilés, il primo governatore della Florida. Chiamò l'insediamento "San Agustín" poiché le sue navi, che trasportavano coloni, truppe e rifornimenti dalla Spagna, avevano avvistato per la prima volta terra in Florida undici giorni prima, il 28 agosto, il giorno di Sant'Agostino, la città quindi divenne la capitale della Florida spagnola per i successivi 200 anni. Fu designata come la capitale della Florida orientale britannica, ceduta agli inglesi tramite il Trattato di Parigi, nel 1763 finché la Gran Bretagna restituì la Florida alla Spagna nel 1783, tramite il secondo Trattato di Parigi.
La Spagna cedette a sua volta la Florida agli Stati Uniti nel 1819 e Saint Augustine fu designata capitale del Territorio della Florida dopo la ratifica del Trattato di Adams-Onís nel 1821, la Guardia Nazionale della Florida fece della città il suo quartier generale nello stesso anno. Il governo territoriale però si trasferì a Tallahassee, facendone la capitale dello stato della Florida nel 1824.

## Prime esplorazioni
Prima del contatto con gli europei, la zona di St. Augustine e tutta la Florida settentrionale,  era abitata dagli indiani Timucua sin dal XII secolo.
Il primo europeo noto per aver esplorato le coste della Florida fu l'esploratore e governatore spagnolo di Porto Rico, Juan Ponce de León, che probabilmente si avventurò nel 1513 fino alle vicinanze della futura St. Augustine, nominando la penisola, che credeva essere un'isola, "La Florida" e rrivendicandola per la corona spagnola. Prima della fondazione della città nel 1565, diversi tentativi precedenti di colonizzazione europea in quella che è la Florida furono fatti sia dalla Spagna che dalla Francia, ma tutti fallirono. 
L'esplorazione francese dell'area iniziò nel 1562, sotto il comando del colonizzatore ugonotto, il capitano Jean Ribault, egli esplorò il fiume St. Johns a nord di St. Augustine prima di navigare più a nord lungo la costa atlantica, fondando infine Charlesfort su quella che è conosciuta come Parris Island, nella Carolina del Sud. Nel 1564, l'ex luogotenente di Ribault, René Goulaine de Laudonnière, diresse un nuovo sforzo di colonizzazione, Laudonnière esplorò la baia di St. Augustine e il fiume Matanzas, che i francesi chiamarono Rivière des Dauphins (fiume dei delfini), lì preserò contatto con il capo locale dei Timucua, Seloy, prima di dirigersi a nord verso il fiume St. Johns, dove stabilirono Fort Caroline. 

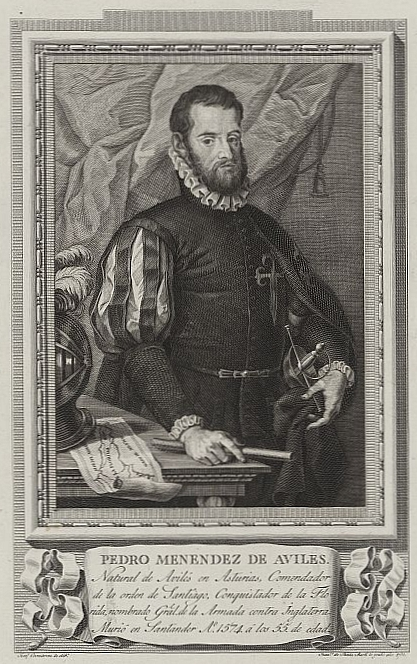
Pedro Menéndez de Avilés

Nello stesso anno un gruppo di ammutinati di Fort Caroline fuggì dalla colonia e si trasformò in pirati, attaccando le navi spagnole nei Caraibi, gli spagnoli usarono ciò come pretesto per distruggere Fort Caroline, temendo che sarebbe servito come base per la futura pirateria e per scoraggiare un'ulteriore colonizzazione francese. Il re Filippo II di Spagna inviò quindi Pedro Menéndez de Avilés in Florida per stabilire un centro operativo da cui attaccare i francesi.

## Fondazione e crescita

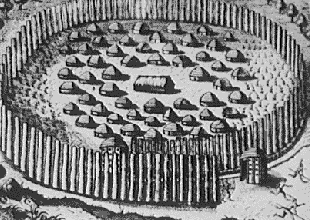
Un villaggio Timucua, basato su uno schizzo di Jacques Le Moyne de Morgues.

Le navi di De Avilés avvistarono per la prima volta il 28 agosto 1565, il giorno di Sant'Agostino d'Ippona, in onore del santo patrono della sua città natale, Avilés, chiamò l'insediamento della sua colonia San Agustín. Gli spagnoli attraversarono l'insenatura nella baia di Matanzas e sbarcarono, vicino al villaggio Timucua di Seloy, il 6 settembre. L'obiettivo immediato di Menéndez era quello di costruire rapidamente fortificazioni per proteggere i coloni e le provviste mentre venivano scaricate dalle navi, e quindi di fare un'indagine adeguata dell'area per determinare il posto migliore per erigere il forte.
La posizione di questo primo forte è stata confermata dagli scavi archeologici diretti da Kathleen Deagan sui terreni di quello che è il Fountain of Youth Archaeological Park. 
È noto che gli spagnoli occuparono diverse strutture dei nativi americani nel villaggio di Seloy, che era alleato dei Saturiwa, alleati di Laudonnière. È possibile, ma non dimostrato da alcuna prova archeologica, che Menéndez abbia fortificato una delle strutture dei Timucua occupate, da utilizzare come suo primo forte. 
Nel frattempo, Jean Ribault, il vecchio comandante di Laudonnière, arrivò a Fort Caroline con molti coloni, oltre a soldati e armi per difenderli, assumendo il governatorato dell'insediamento. Nonostante i desideri di Laudonnière, Ribault mise la maggior parte di questi soldati a bordo delle sue navi per un assalto a St. Augustine, tuttavia, fu sorpreso in mare da una violenta tempesta che durò diversi giorni e che fece naufragare le sue navi più a sud sulla costa, questo diede a de Avilés l'opportunità di marciare con le sue forze, via terra, per un attacco a sorpresa all'alba, contro la guarnigione di Fort Caroline, che contava diverse centinaia di persone, Laudonnière e alcuni sopravvissuti fuggirono nei boschi e gli spagnoli uccisero quasi tutti nel forte tranne donne e bambini. Con i francesi sfollati, Menéndez ribattezzò il forte "San Mateo" e se ne appropriò per i propri scopi. Gli spagnoli poi tornarono a sud e alla fine incontrarono i sopravvissuti della flotta di Ribault vicino all'estremità meridionale dell'Isola di Anastasia, là, Menéndez giustiziò la maggior parte dei sopravvissuti, compreso Ribault; l'insenatura da allora è stata chiamata Matanzas, ovvero "massacri". 
Nel 1566, nacque a Saint Augustine, Martín de Argüelles, la prima nascita di un figlio di discendenza europea registrata in quelli che sono gli Stati Uniti. Nel 1606, viene registrata la prima nascita di un bambino nero negli Stati Uniti, negli archivi della parrocchia della cattedrale, 13 anni prima che gli africani ridotti in schiavitù, venissero portati per la prima volta nella colonia inglese di Jamestown nel 1619. 
St. Augustine doveva essere una base per un'ulteriore espansione coloniale in quelli che sono gli Stati Uniti sudorientali, ma tali sforzi furono ostacolati dall'apatia e dall'ostilità da parte dei nativi americani nel diventare sudditi degli spagnoli. I Saturiwa, uno dei due principali gruppi nativi della zona, rimase apertamente ostile, tanto che nel 1566, i Saturiwa bruciarono l'insediamento che fu trasferito. Tradizionalmente si pensava che fosse stato spostato nella sua posizione attuale, anche se alcune prove suggeriscono che sia stato prima spostato in un luogo sull'isola di Anastasia, in ogni caso era certamente nella sua posizione attuale entro la fine del XVI secolo. 

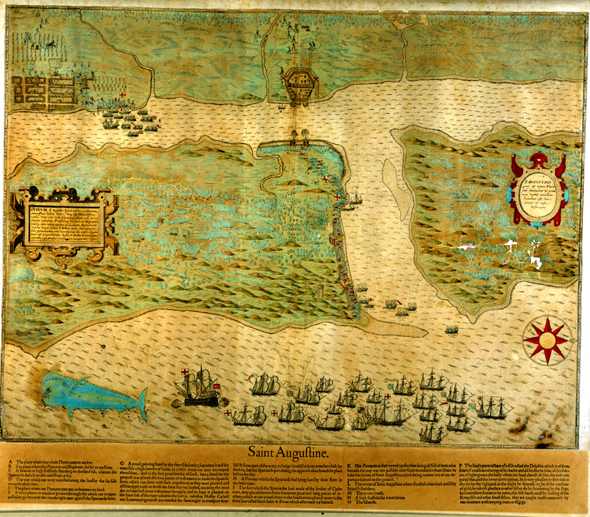
Mappa che mostra Sir Francis Drake mentre assedia St. Augustine

L'insediamento ha anche dovuto affrontare attacchi da parte delle altre potenze europee: nell'aprile 1568 il capitano francese Dominique de Gourgue guidò un attacco alle proprietà spagnole. Con l'aiuto dei Saturiwa, dei Tacatacuru, e altri popoli Timucua che erano stati alleati di Laudonnière, de Gourgues, attaccò e incendiò Fort San Mateo, l'ex Fort Caroline. Giustiziò i suoi prigionieri per vendetta del massacro del 1565, ma non si avvicinò a St. Augustine. Altre spedizioni francesi erano principalmente incursioni e non potevano scacciare gli spagnoli dall'insediamento. In seguito al fallimento della Colonia di Roanoke, in Virginia, dove tutti i coloni scomparvero nel nulla, gli inglesi incolparono gli spagnoli di St. Augustine per l'atto. Di conseguenza, il 6 giugno 1586, il corsaro inglese Sir Francis Drake assediò St. Augustine, bruciandola e abbandonando i coloni spagnoli sopravvissuti nelle paludi. Tuttavia, in mancanza di forze o autorità sufficienti per stabilire un insediamento, Drake lasciò l'area. Nel 1668, il corsaro inglese Robert Searle attaccò e saccheggiò la città. All'indomani della sua incursione, gli spagnoli iniziarono nel 1672 a costruire una fortificazione più sicura, il Castillo de San Marcos, il forte più antico degli Stati Uniti continentali. La sua costruzione durò un quarto di secolo, con molte aggiunte e modifiche successive.
Gli spagnoli non importavano molti schiavi in Florida, poiché essa era principalmente un avamposto militare senza un'economia di piantagione come quella delle colonie britanniche. Mentre gli inglesi fondavano insediamenti a sud lungo la costa atlantica, gli spagnoli incoraggiavano i loro schiavi a fuggire per trovare rifugio in Florida, se i fuggitivi si fossero convertiti al cattolicesimo e avessero giurato fedeltà al Re di Spagna, avrebbero ricevuto: libertà, armi e provviste. 
Spostandosi verso sud sulla costa dalle colonie settentrionali del New England, gli inglesi fondarono Charleston nel 1670 e Savannah nel 1733. In risposta, il governatore spagnolo Manual de Montiano nel 1738 istituì la prima comunità libera legalmente riconosciuta di ex schiavi, conosciuta come Gracia Real de Santa Teresa de Mose o più semplicemente Fort Mose, che fungeva da avamposto difensivo due miglia a nord di St. Augustine.
Nel 1740 le forze britanniche attaccarono ripetutamente St. Augustine, dalle colonie di Carolina e Georgia. Il più grande e più riuscito di questi attacchi venne organizzato dal governatore e generale James Oglethorpe, dalla Georgia che ha divise l'alleanza tra Spagnoli e Seminole. I Seminole occuparono quindi il territorio nel nord della Florida, ma in seguito migrarono nel centro e nel sud della penisola.
Nella più grande campagna del 1740, Oglethorpe comandò diverse migliaia di milizie coloniali e regolari britannici, insieme ai guerrieri della banda nativa Alachua e invase la Florida spagnola. Condusse l'Assedio di St. Augustine come parte della Guerra anglo-spagnola, durante questo assedio la comunità nera della città fu importante per la resistenza alle forze britanniche. Il capo di Fort Mose durante la battaglia fu il capitano Francisco Menendez. Il sito di Fort Mose (di cui rimangono solo le rovine) è di proprietà del Florida Park Service ed è stato designato monumento storico nazionale.

## Periodo britannico

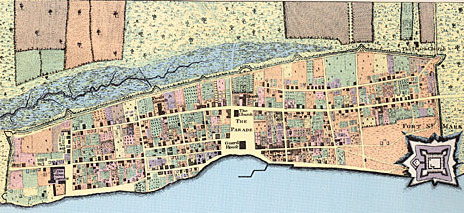
Mappa, del 1763, di St. Augustine, capitale della Florida orientale disegnata da Thomas Jefferys dei Royal Engineers

Nel 1763 il Trattato di Parigi pose fine alla Guerra dei Sette Anni. La Spagna cedette la Florida agli inglesi, in cambio della liberazione dell'Avana e di Cuba. Con il cambio di governo, la maggior parte degli spagnoli della Florida e molti liberti partirono per Cuba, ne rimasero solo pochi per gestire le proprietà invendute e sistemare gli affari.
James Grant venne nominato il primo governatore britannico della Florida orientale, servì dal 1764 fino al 1771, quando tornò in Gran Bretagna a causa di una malattia, e venne sostituito come governatore da Patrick Tonyn. Durante questo breve periodo, gli inglesi convertirono gli alloggi dei monaci dell'ex convento francescano in caserme militari, che furono chiamate St. Francis Barracks. Essi cotruirono anche The King's Bakery, che si ritiene sia l'unica struttura esistente nella città costruita interamente durante il periodo britannico.
Il vicegovernatore della Florida orientale sotto il governatore Grant era John Moultrie, nato nella Carolina del Sud. Egli aveva servito sotto Grant come maggiore nella Guerra Cherokee ed era rimasto fedele alla corona britannica. A Moultrie furono concessi ampi tratti di terra nelle vicinanze di St. Augustine, su cui stabilì una piantagione che chiamò "Bella Vista". Possedeva un'altra piantagione di 2.000 acri nel bacino del fiume Tomoka chiamata "Rosetta". Mentre in quanto luogotenente-governatore, viveva nella Peck House in St. George Street. 
Durante il periodo britannico, Andrew Turnbull, un amico di Grant, stabilì l'insediamento di New Smyrna nel 1768. Turnbull reclutò servi a contratto dall'area del Mediterraneo, principalmente dall'isola di Minorca. Le condizioni a New Smyrna erano così degradanti che i coloni si ribellarono in massa nel 1777; percorsero i 110 km fino a St. Augustine, dove il governatore Tonyn diede loro rifugio. I Minorcani ed i loro discendenti rimasero in città attraverso i successivi cambi di bandiera e contrassegnarono la comunità con la loro lingua, cultura, cucina e costumi.

## Ritorno alla Spagna
Il Trattato di Parigi del 1783 conferì alle colonie americane a nord della Florida la loro indipendenza e fece ritornare la Florida alla Spagna in riconoscimento degli sforzi spagnoli a favore delle colonie americane durante la guerra. Con il trattato la Gran Bretagna firmò anche accordi separati con Francia e Spagna: nel trattato con la Spagna, le colonie della Florida occidentale e della Florida orientale furono ritornate alla Spagna, così come l'isola di Minorca; mentre le isole Bahamas, Grenada e Montserrat, catturate dai francesi e dagli spagnoli, furono restituite alla Gran Bretagna. 
La Florida fu nuovamente sotto il controllo spagnolo dal 1783 al 1821. Non nacquero nuovi insediamenti, solo piccoli distaccamenti di soldati per rifornire le fortificazioni. La Spagna fu inoltre teatro di una guerra civile tra il 1808 e il 1814 e aveva poco controllo sulla colonia. Nel 1821 il Trattato Adams-Onís trasferì pacificamente le province spagnole in Florida negli Stati Uniti. C'erano solo tre soldati spagnoli di stanza lì nel 1821. 

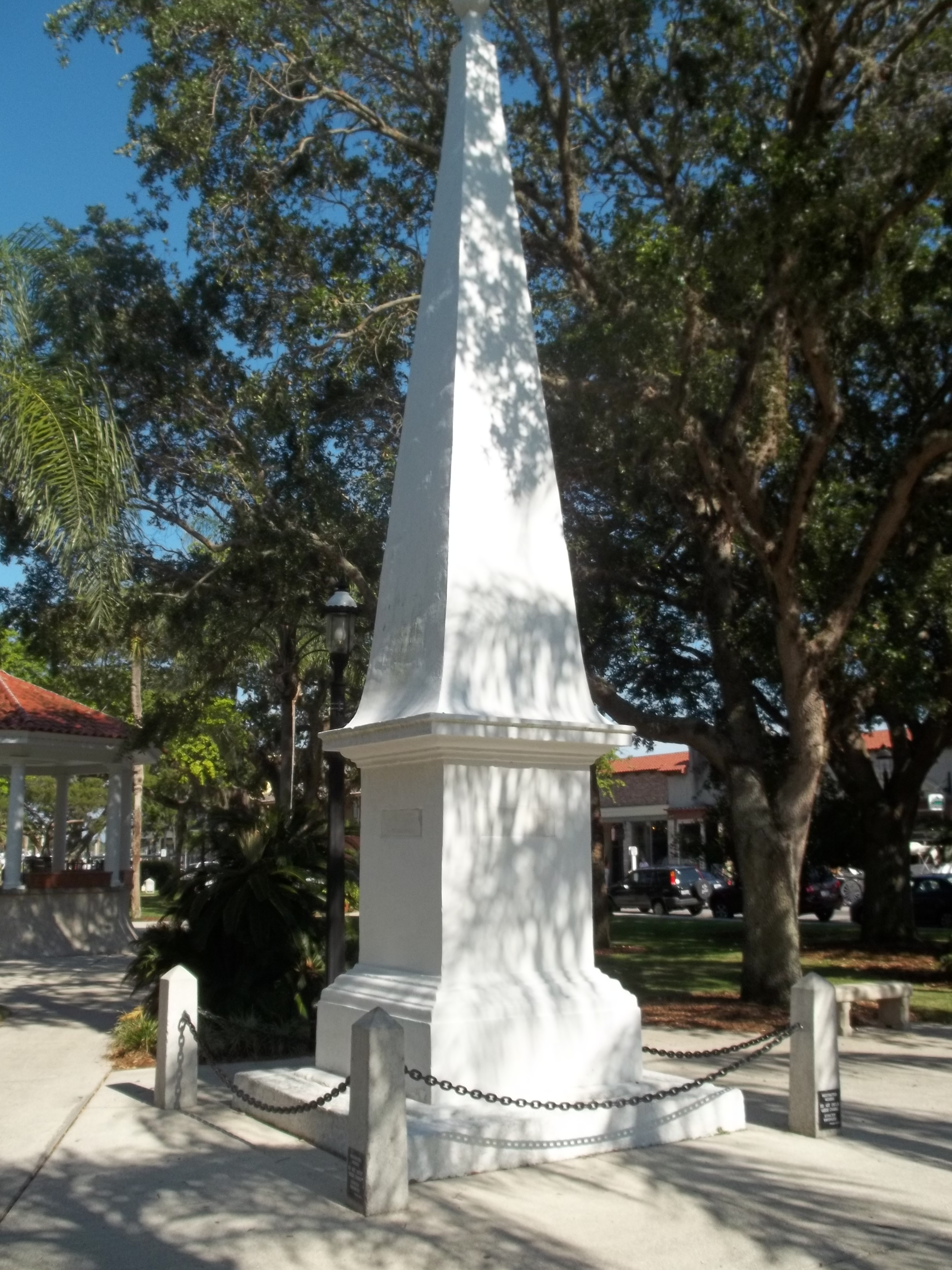
Monumento dedicato alla Costituzione del 1812.

Una reliquia di questo secondo periodo di dominio spagnolo è il monumento della Costituzione, un obelisco nella piazza cittadina in onore della Costituzione spagnola del 1812, uno dei più liberali del suo tempo. Nel 1814 il re Ferdinando VII di Spagna abolì quella costituzione e ne fece demolire i monumenti; si dice che quello di St. Augustine sia l'unico sopravvissuto.

## Annessione statunitense
La Spagna cedette la Florida agli Stati Uniti nel 1819 Trattato Adams-Onís, ratificato nel 1821; La Florida divenne ufficialmente un possesso degli Stati Uniti, come Territorio della Florida, nel 1822. Andrew Jackson, futuro presidente, fu nominato suo governatore militare, a egli successe William Pope Duval. La Florida divenne ufficialmente uno stato nel 1845.
Dopo il 1821, gli Stati Uniti ribattezzarono il Castillo de San Marcos (chiamato Castle St. Marks o Fort St. Mark dagli inglesi) "Fort Marion" in onore di Francis Marion, noto come "Swamp Fox", eroe della rivoluzione americana.
Durante la seconda guerra Seminole del 1835-42, il forte servì da prigione per i prigionieri nativi, tra cui il famoso leader Osceola, così come John Horse e Wild Cat, che fecero un'audace fuga dal forte con 19 altri Seminoles. 

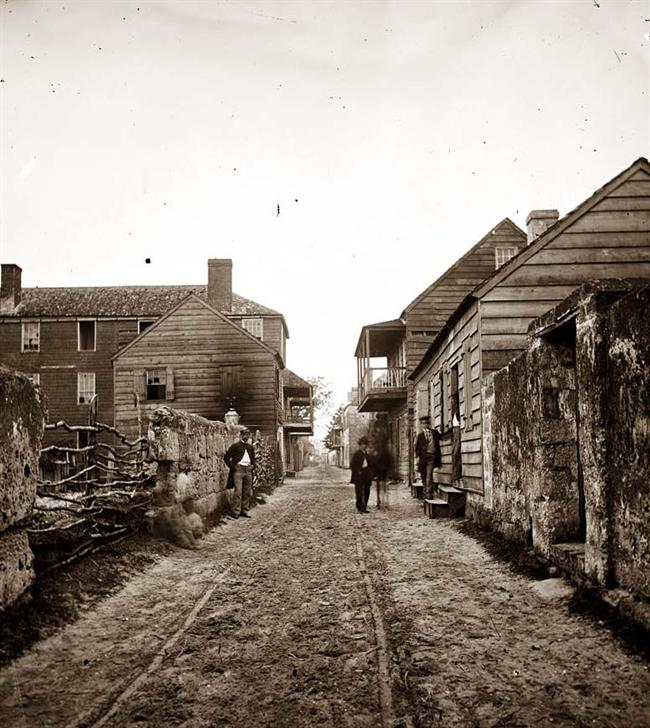
St. Augustine nel periodo 1861–65

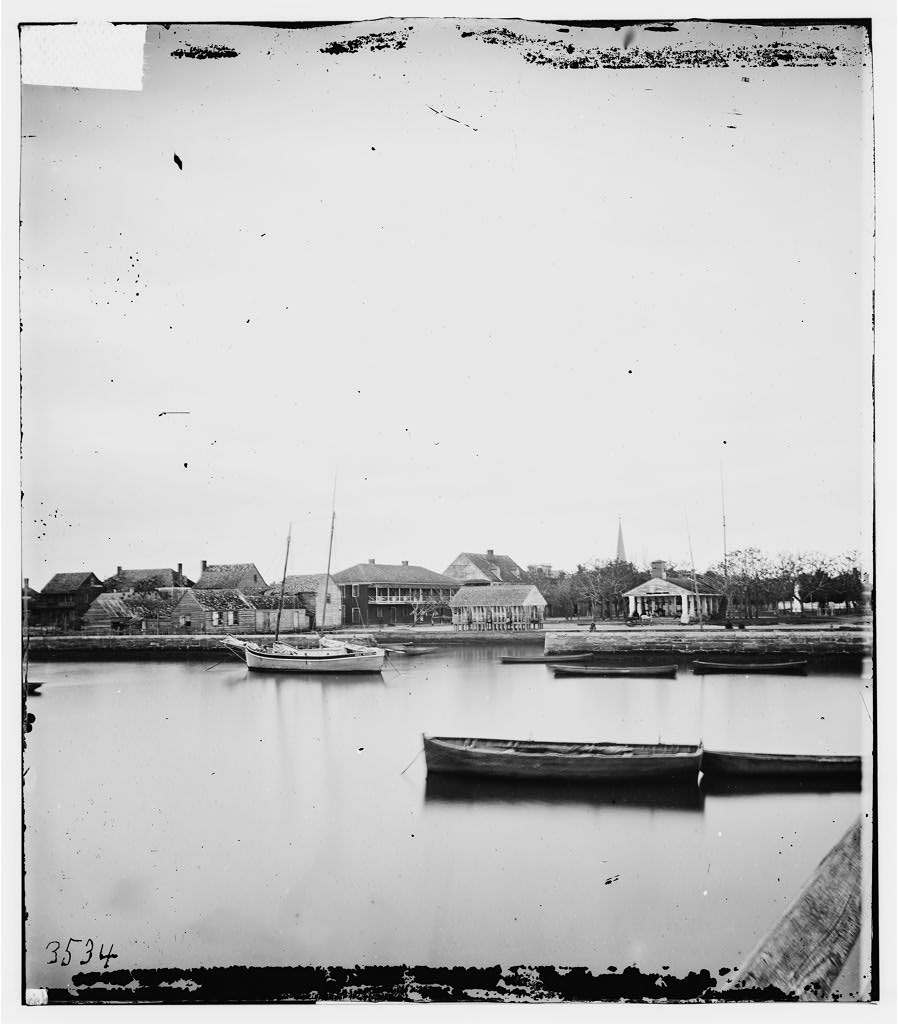
Lumgomare di St. Augustine, mercato degli schiavi e Town Plaza negli anni 1860.

Nel 1861 iniziò la guerra civile americana; La Florida si separò dall'Unione e si unì alla Confederazione. Il 7 gennaio 1861, prima della secessione formale della Florida, un'unità della milizia locale, il St. Augustine Blues, prese possesso delle strutture militari di St. Augustine, tra cui Fort Marion e la caserma di St. Francis. L'11 marzo 1862, l'equipaggio della USS Wabash rioccupò la città per il governo degli Stati Uniti senza opposizione. Rimase sotto il controllo dell'Unione per il resto della guerra. 
Dopo la guerra, i liberti di St. Augustine fondarono la comunità di Lincolnville nel 1866, dal nome del presidente Abraham Lincoln. Lincolnville, che aveva conservato la più grande concentrazione di case dell'epoca vittoriana a St. Augustine, divenne un ambiente chiave per il movimento per i diritti civili a St. Augustine un secolo dopo. 
Dopo la guerra civile, Fort Marion fu usato due volte, negli anni '70 e '80 del XIX secolo, per confinare prima gli indiani delle pianure e poi gli apache, che furono catturati dall'esercito americano in occidente. La figlia di Geronimo nacque a Fort Marion e prese da esso il nome.  Il forte fu utilizzato anche come prigione militare durante la guerra ispano-americana del 1898. Fu rimosso dai ruoli attivi dell'esercito nel 1900 dopo 205 anni di servizio sotto cinque diverse bandiere. Essendo stato gestito temporaneamente dalla St. Augustine Historical Society and Institute of Science negli anni '10, il National Park Service divenne il suo custode e conservatore nel 1933. Nel 1942, Fort Marion tornò al suo nome originale di Castillo de San Marcos; è gestito dal National Park Service ed è conservato come monumento nazionale del Castillo de San Marcos, National Historic Landmark.

## "Era di Flagler"
Henry Flagler, un socio di John D. Rockefeller della Standard Oil, arrivò a St. Augustine negli anni ottanta del XIX secolo. Egli fu la forza trainante dietro la trasformazione della città in una località invernale per la ricca élite del nord. Flagler acquistò un certo numero di ferrovie locali e le incorporò nella Florida East Coast Railway, che pose il suo quartier generale a St. Augustine.

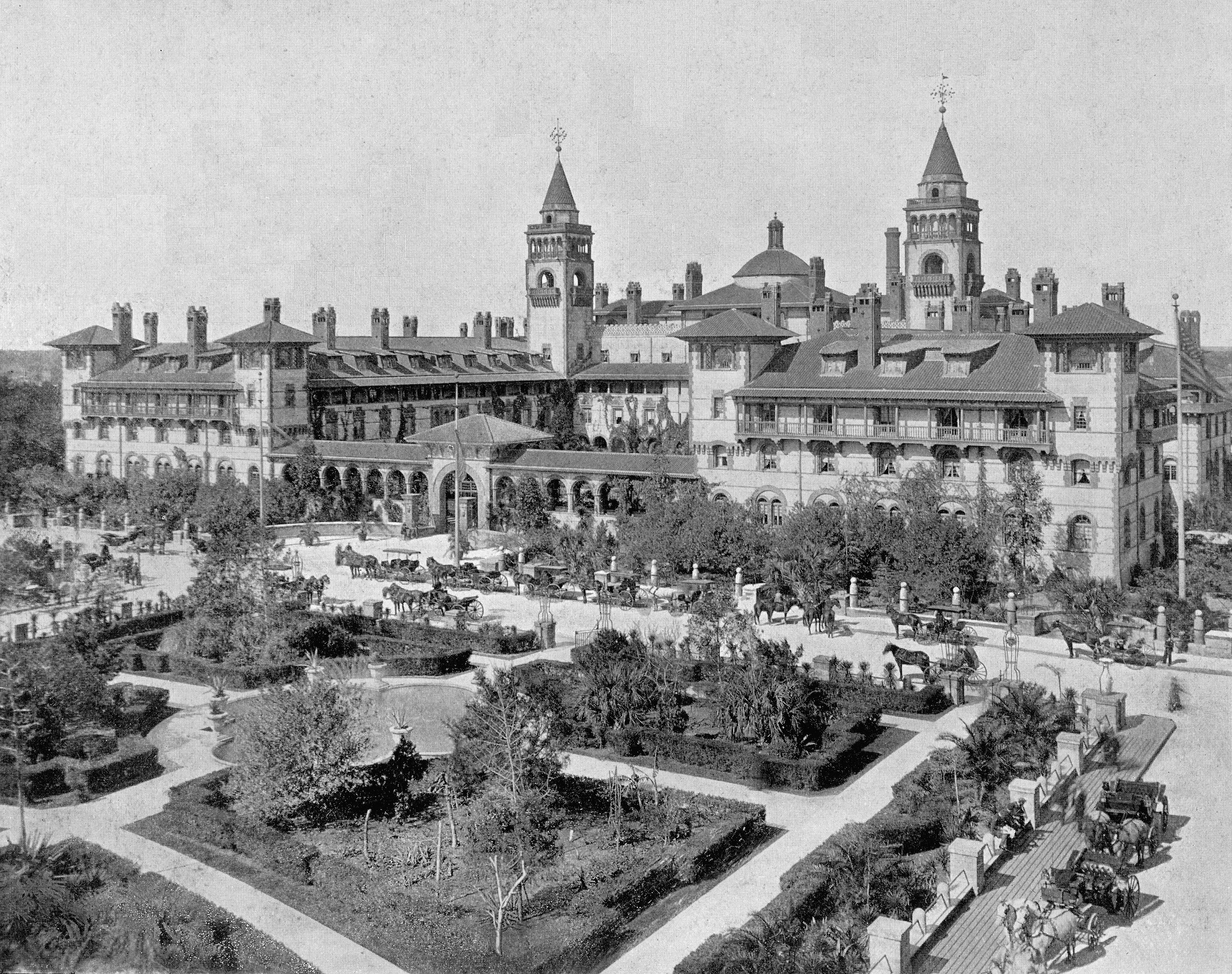
L'Hotel Ponce de León a St. Augustine nel 1901.

Flagler commissionò allo studio di architettura newyorchese Carrère and Hastings, la progettazione di una serie di edifici stravaganti a St. Augustine, tra cui l'Hotel Ponce de León e l'Hotel Alcazar. Flagler, un presbiteriano scozzese, costruì e contribuì alla costruzione di diverse chiese di varie denominazioni, tra cui la Grace Methodist, l'Ancient City Baptist e l'ornata Memorial Presbyterian Church di stile architettonico veneziano, dove fu sepolto dopo la sua morte nel 1912. 
Flagler, inoltre, commissionò ad Albert Spalding la progettazione di un campo di baseball, e negli anni 1880 i camerieri dei suoi hotel, sotto la guida del capocameriere Frank P. Thompson, formarono uno dei club professionisti d'America di baseball della Negro League, i Ponce de Leon Giants. I membri della squadra di professionisti afroamericani di New York, i Cuban Giants, svernarono a St. Augustine, dove giocarono per i Ponce de Leon Giants. Tra questi Frank Grant, che nel 2006 è stato inserito nella Baseball Hall of Fame. 
Negli anni ottanta dell'Ottocento, nessun ospedale pubblico era operativo tra Daytona Beach e Jacksonville. Il 22 maggio 1888 Flagler invitò le donne più influenti di St. Augustine a un incontro dove offrì loro un ospedale se la comunità si fosse impegnata a far funzionare e mantenere la struttura. L'Alicia Hospital fu aperto il 1 marzo 1890 come istituzione senza scopo di lucro e fu ribattezzato Flagler Hospital in suo onore nel 1905. 
La St. Augustine Alligator Farm, fondata nel 1893, è una delle più antiche attrazioni turistiche commerciali della Florida; è stata un'attrazione turistica dal 1902 circa. La città è il capolinea orientale dell'Old Spanish Trail, uno sforzo promozionale degli anni '20 che collegava St. Augustine a San Diego, in California, con 4.800 km di strade. 
Dal 1918 al 1968, St. Augustine è stata la sede del Florida Normal and Industrial Institute, al servizio degli studenti afroamericani. Nel 1942 cambiò nome in Florida Normal and Industrial Memorial College. 
Il boom delle terre in Florida degli anni '20 ha lasciato il segno a St. Augustine con lo sviluppo residenziale (anche se non completato) di Davis Shores, un progetto del costruttore D.P. Davis all'estremità nord paludosa dell'isola di Anastasia.
Durante la Seconda guerra mondiale, gli hotel di St. Augustine furono usati come siti per l'addestramento delle guardie costiere, dove si addestrarono l'artista Jacob Lawrence e l'attore Buddy Ebsen. Era un luogo popolare per i soldati del vicino Camp Blanding, inclusi Andy Rooney e Sloan Wilson. Wilson in seguito scrisse il romanzo The Man in the Grey Flannel Suit, che divenne un classico degli anni '50.

## Età contemporanea
St. Augustine fu tra i luoghi cardine del movimento per i diritti civili nel 1963-1964. Quasi un decennio dopo la sentenza della Corte Suprema che definiva la segregazione razziale delle scuole incostituzionale, gli afroamericani stavano cercando di convincere la città a integrare le scuole pubbliche. Stavano anche cercando di integrare i luoghi pubblici, ma furono accolti con arresti e violenze del Ku Klux Klan e della polizia. Le case dei neri furono attaccate, i leader neri aggrediti e minacciati di morte e altri furono licenziati dal loro lavoro.
Nella primavera del 1964, il leader dei diritti civili di St. Augustine, Robert Hayling, chiese assistenza alla Southern Christian Leadership Conference (SCLC) e al suo leader Martin Luther King. Da maggio a luglio 1964, a St. Augustine si tenevano marce, sit-in e altre forme di protesta pacifica. Centinaia di sostenitori dei diritti civili, bianchi e neri, furono arrestati e le carceri furono riempite fino a straripare.  Su richiesta di Hayling e King, i sostenitori bianchi dei diritti civili del Nord, inclusi studenti, ecclesiastici e noti personaggi pubblici, vennero a St. Augustine ma furono arrestati insieme agli attivisti del Sud. 
Il Ku Klux Klan rispose con violenti attacchi ampiamente riportati dai media nazionali e internazionali. La repulsione popolare contro la violenza del Klan a St. Augustine generò simpatia nazionale per i manifestanti neri e diventò un fattore chiave nell'approvazione del Congressional Civil Rights Act del 1964, che alla fine ha portato all'approvazione dal Voting Rights Act del 1965, entrambi dovevano fornire l'applicazione federale dei diritti costituzionali.
Il Florida Normal Industrial and Memorial College per neri, i cui studenti avevano partecipato alle proteste, si sentì sgradito a St. Augustine e nel 1968 si trasferì in un nuovo campus nella contea di Dade, diventando in seguito nota come la Florida Memorial University.
Nel 2010, su invito del Flagler College, Andrew Young ha presentato per la prima volta il suo film, Crossing in St. Augustine, sulle lotte del 1963-1964 contro la segregazione di Jim Crow nella città. Young aveva marciato a St. Augustine, dove fu aggredito fisicamente da membri incappucciati del Ku Klux Klan nel 1964, e in seguito prestò servizio come ambasciatore degli Stati Uniti presso le Nazioni Unite. 
La città ha un Freedom Trail finanziato da privati di siti storici del movimento per i diritti civili, e un museo nel sito di Fort Mose, dove si trovava la comunità nera libera del 1738.  La storica scuola Excelsior, costruita nel 1925 come la prima scuola superiore pubblica per neri a St. Augustine, è stata adattata come il primo museo della città di storia afroamericana. Nel 2011, il St. Augustine Foot Soldiers Monument, una commemorazione dei partecipanti al movimento per i diritti civili, è stato dedicato nella piazza del centro a pochi metri dall'ex mercato degli schiavi. Un altro angolo della piazza fu designato "Andrew Young Crossing" in onore del leader dei diritti civili, che ricevette il suo primo pestaggio nel movimento a St. Augustine nel 1964. Le repliche in bronzo delle orme di Young sono state incorporate nel marciapiede che corre diagonalmente attraverso la piazza, insieme a citazioni che esprimono l'importanza della città per il movimento per i diritti civili.

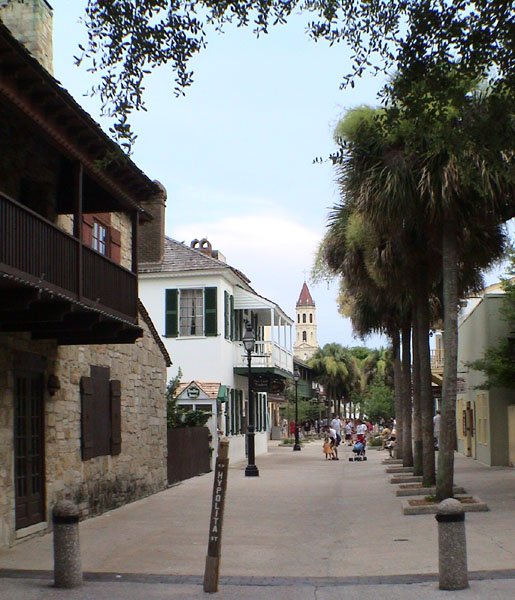
St. George Street

Nel ventunesimo secolo la città di St. Augustine è una popolare destinazione turistica per gli Stati Uniti, il Canada e l'Europa. La città è un esempio ben conservato di edifici in stile spagnolo e del XVIII e XIX secolo. St. Augustine è una città molto percorribile a piedi, con diversi parchi di fronte all'oceano. Il clima mite subtropicale consente una stagione turistica di 12 mesi e molti tour operator hanno sede a St. Augustine, offrendo tour a piedi e in tram.